# 메시에 89
M89는 처녀자리에 위치한 타원 은하이다. 처녀자리 은하단에 속한다.

## 같이 보기
- 메시에 천체 목록